# Berufliche Oberschule Wasserburg
Die Berufliche Oberschule Wasserburg (BOWS) ist eine Berufliche Oberschule Bayern in Wasserburg am Inn. In der Fachoberschule bietet sie die Ausbildungsrichtungen „Sozialwesen“, „Technik“ sowie „Wirtschaft und Verwaltung“ und in der Berufsoberschule die Zweige „Technik“ sowie „Wirtschaft und Verwaltung“.

## Geschichte
Die Schule bezog zur Gründung 1972 das Gebäude der ehemaligen Landwirtschaftsschule. In den 80er Jahren wurde ein Anbau errichtet und ab den 2000ern aufgestockt. Wegen wachsender Schülerzahlen sind im direkt angeschlossenen Schülerwohnheim vier weitere Klassenräume hinzugekommen. Insgesamt stehen so 18 Klassenräume zur Verfügung. Weil der heutige Bedarf bei über 26 Klassenzimmern liegt, werden auch Kellerräume sowie Funktionsräume beispielsweise für Chemie oder Physik für den regelmäßigen Unterricht genutzt.